# Wangenheimpalais

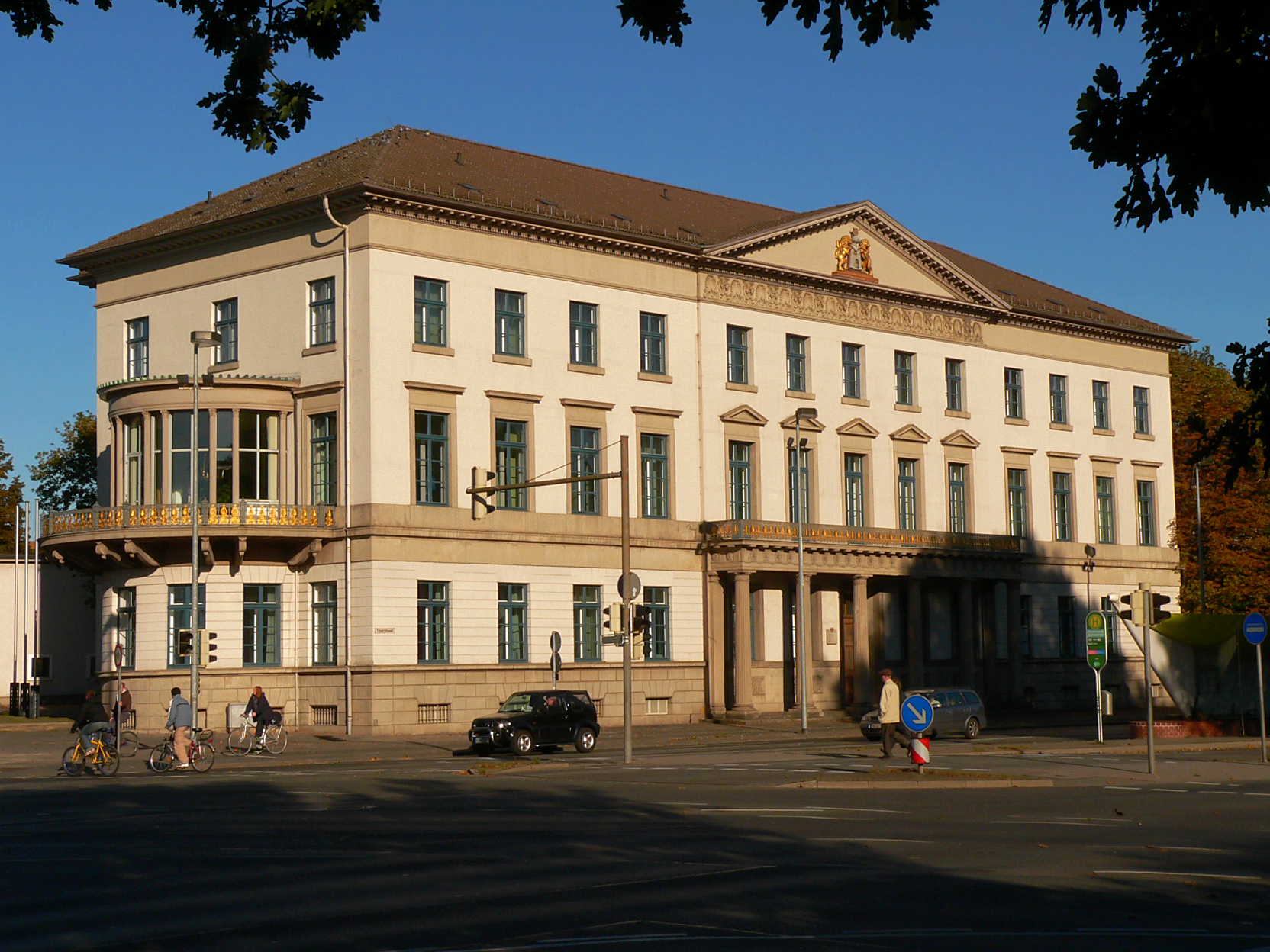
Wangenheimpalais

Das Wangenheimpalais ist ein Gebäude am Friedrichswall im Hannoverschen Stadtteil Mitte. Von 1863 bis 1913 war es Rathaus und Sitz der Stadtverwaltung von Hannover. Heute ist es Sitz des niedersächsischen Wirtschaftsministeriums.

## Geschichte
Das Wangenheimpalais wurde in den Jahren 1829–1832 nach Plänen des hannoverschen Hofbaumeisters Georg Ludwig Friedrich Laves erbaut. Beratende Funktion hatte hierbei vermutlich Georg Moller. Den Auftrag zum Bau erteilte Georg Christian von Wangenheim. Das Gebäude wurde ebenfalls durch Laves im Jahr 1844 um einen Wintergarten ergänzt.
Der Herrscher Georg V. bestieg im Jahr 1851 den Thron. In der Folge erwarb die Krondotation das Gebäude und machte es zum Residenz-Palais. Georg lebte hier über einen Zeitraum von zehn Jahren.

Das Gebäude 1895

1862 erwarb der Magistrat der Stadt Hannover das Gebäude und richtete nach einem Umbau unter Ludwig Droste hier das „neue“ Rathaus ein. Diesen Zweck hatte es bis 1913 inne. Dann zog das Rathaus in das neu entstandene Neue Rathaus schräg gegenüber ein.
Während des Zweiten Weltkrieges wurde das Wangenheimpalais bei einem der Luftangriffe auf Hannover 1943 zerstört. Es brannte aus, wurde jedoch wenige Jahre später wiederaufgebaut und für städtische Zwecke genutzt. Nach deren Abbruch für die Trasse des Leibnizufers, wurde das Stadtwappen der Brückmühle im Giebel der Fassade des Wangenheimpalais angebracht.
Ab 1957 fand das Niedersächsische Wirtschaftsministerium hier seinen Sitz. Von 1994 bis 2013 befand sich eine auffällig in Segelbootform vom italienischen Designer Massimo Iosa Ghini gestaltete Bushaltestelle gegenüber dem Wangenheimpalais, die zum Kunstprojekt BUSSTOPS gehört. Diese wurde 2013 auf die gegenüberliegende Straßenseite vor das Museum August Kestner versetzt.

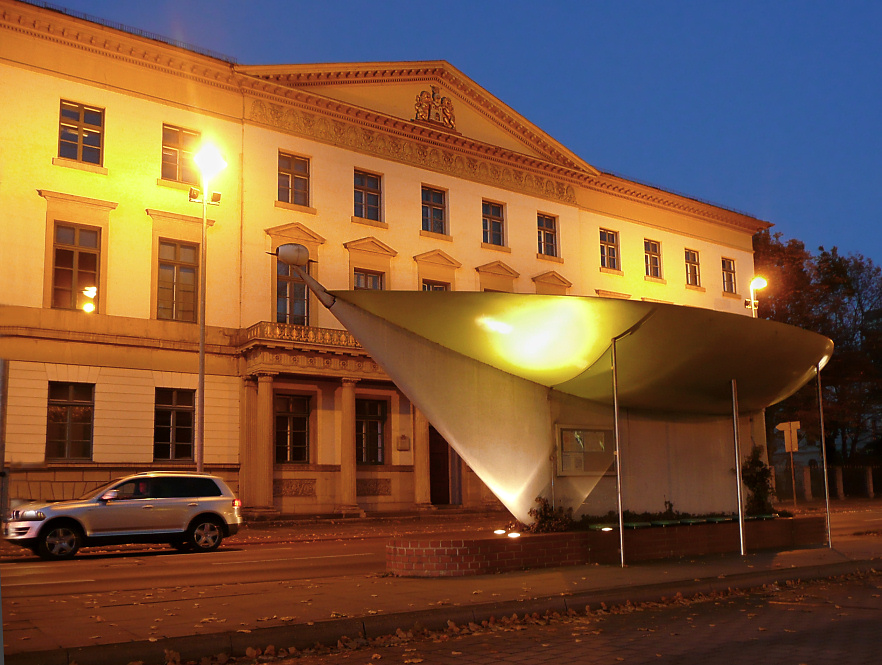
Wangenheimpalais nachts mit Bushaltestelle des Kunstprojektes BUSSTOPS
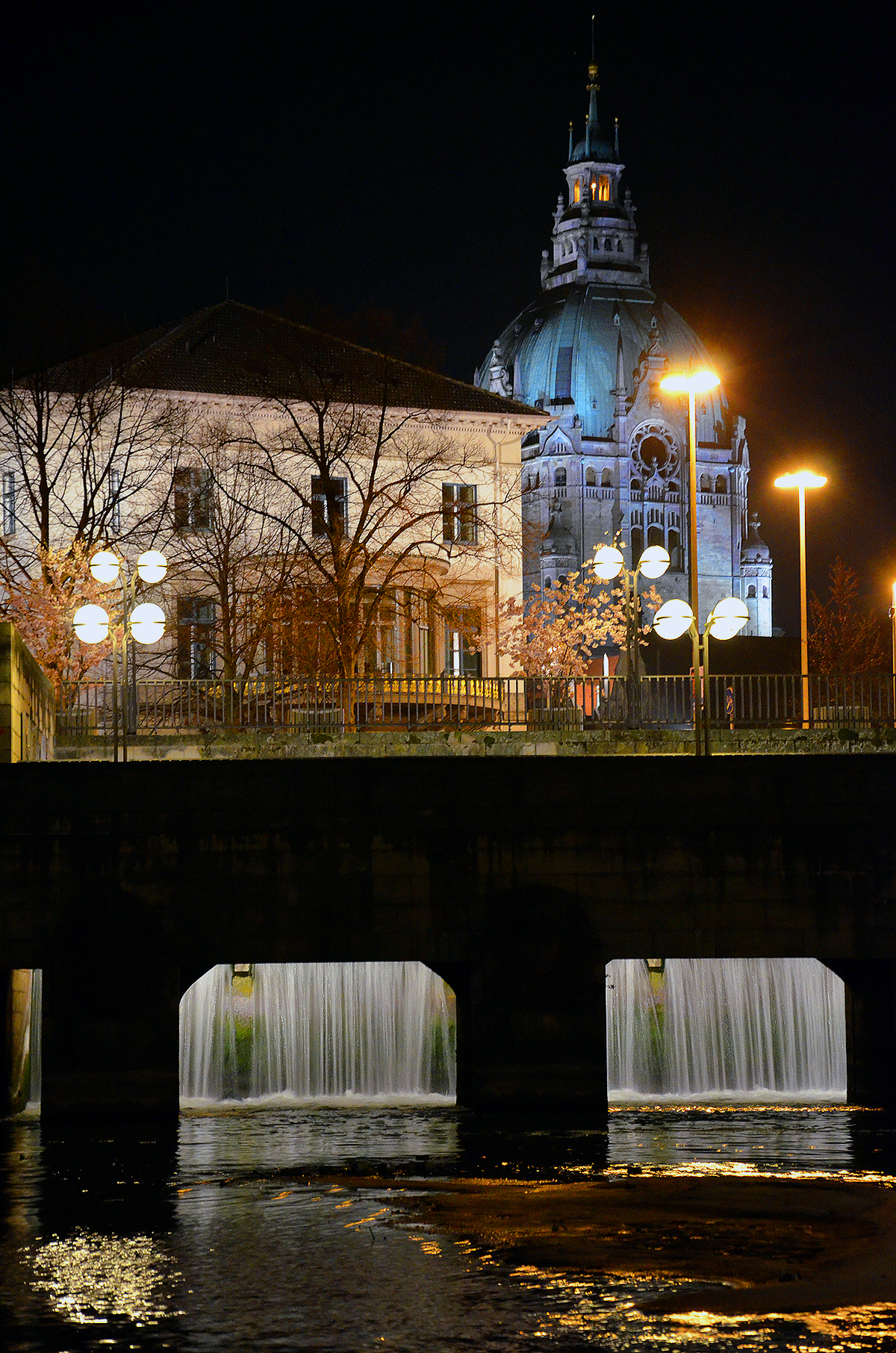
Illumination im Frühling, gesehen vom Ufer der Leine am Leineschloss
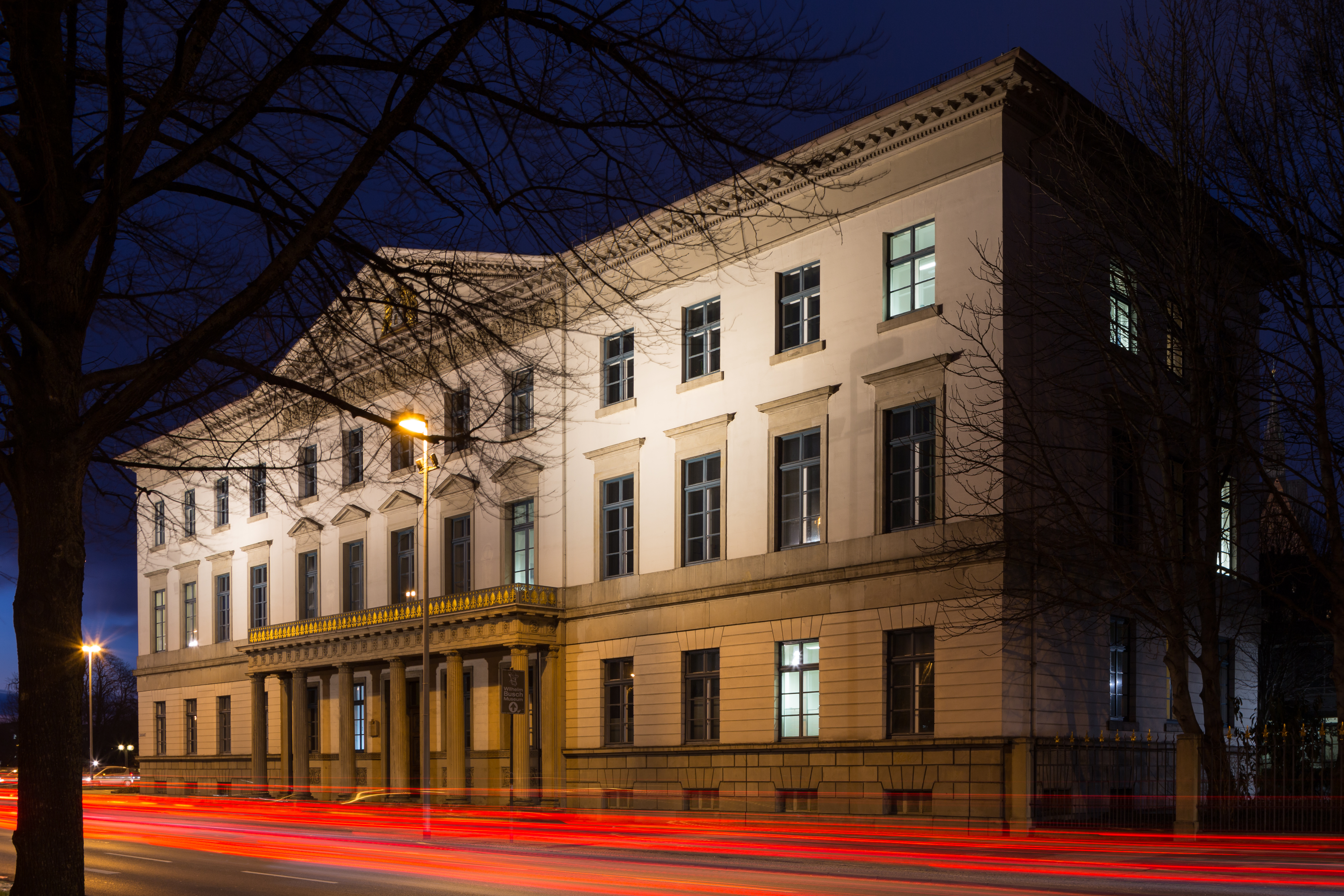
Nachtaufnahme
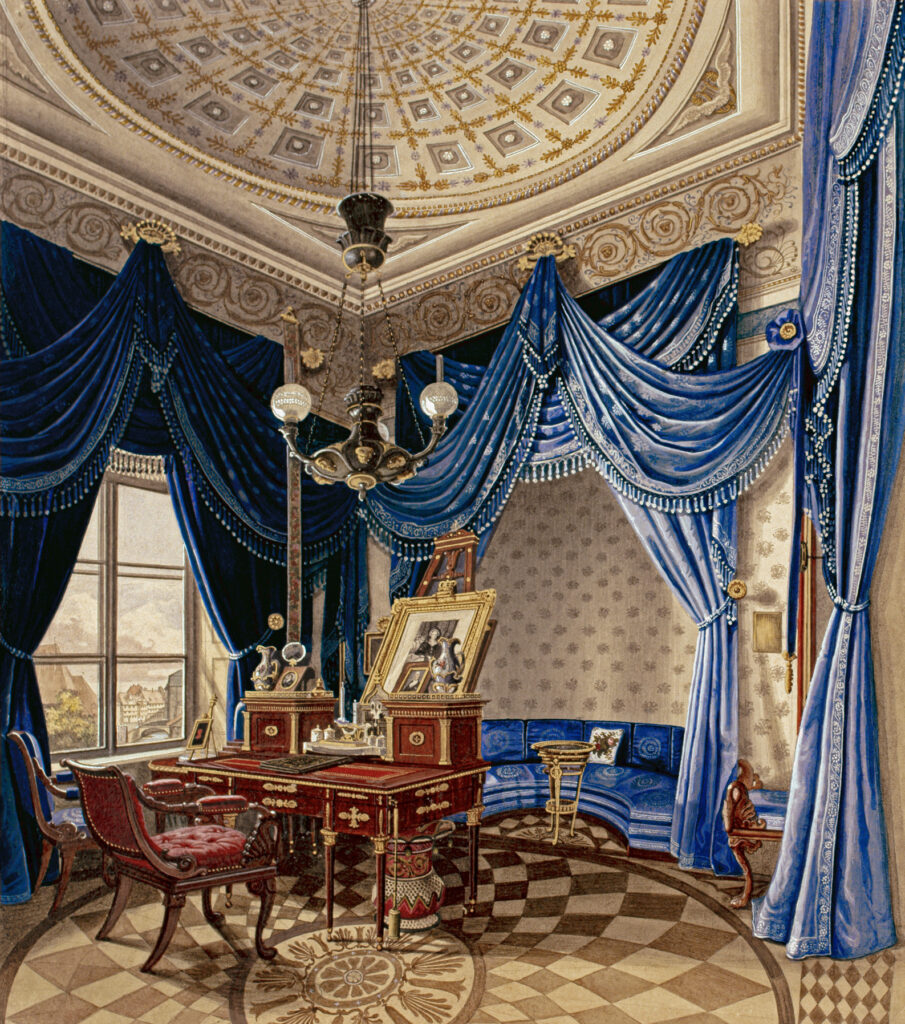
Von Laves für Oberhofmarschall von Wangenheim entworfenes und eingerichtetes Arbeitszimmer mit Blick zur Schloßbrücke; Gouache als Aquarell von Wilhelm Kretschmer, Historisches Museum Hannover